# Lyman Viaduct
Das Lyman Viaduct ist eine verfüllte ehemalige Eisenbahnbrücke im US-Bundesstaat Connecticut auf dem Gebiet der Gemeinde Colchester. Auf dem Viadukt verläuft heute Air Line Trail. Seit 1986 ist es im National Register of Historic Places eingetragen.
Die Fachwerk-Stahlbrücke in Trestle-Bauart wurde 1873 über den Dickinson Creek geschlagen. Die schmiedeeiserne Brücke wurde von den Phoenix Iron Works für die Air Line Railroad errichtet. Sie führte eine einspurige Trasse und war 339 m (1112 ft) lang und 42 m (137 ft) hoch. Später wurde für den schweren Güterverkehr das Bachtal verfüllt und 1913 das Fachwerk eingehüllt.
Passagierverkehr auf der Air Line Route hatte seine Blütezeit in den 1880ern und 90ern, doch die gewundene Strecke und die Geschwindigkeitsbegrenzungen auf der Route konnten sich nicht gegen die Shore Line Railway entlang der Küste des Long Island Sound durchsetzen. Am Beginn des 20. Jahrhunderts wurde das Viadukt noch immer für Güter- und Personennahverkehr genutzt, aber die zunehmend schwereren Güterzüge führten 1912 zu einer Baumaßnahme. Um die Talüberquerung zu stützen und zu verstärken, wurde das Tal mit Sand verfüllt und das Fachwerk mit Schlacken eingehüllt. Die Bahnstrecke wurde in einer Überschwemmung 1955 schwer beschädigt und die Air Line wurde in den 1960ern aufgegeben.
Die Air Line Route wurde später als Air Line State Park Trail wiedereröffnet und zusammen mit dem Rapallo Viaduct wurde die Konstruktion 1986 in das National Register of Historic Places aufgenommen.